# Georg Kollmann (Naturwissenschaftler)
Georg Kollmann (* 28. März 1889 in Bremen; † 16. Dezember 1982) war ein deutscher Lehrer und Naturwissenschaftler.

## Werdegang
Georg Kollmann wurde nach entsprechender Ausbildung Lehrer in Bremen und später Schulleiter im Bremer Stadtteil  Oberneuland, wo er bis zum 92. Lebensjahr lebte. Bereits in seiner Jugend interessierte er sich für Naturschutz und unterstützte beispielsweise F. A. G. Bitter und Bruno Schütt bei der Herausgabe der Neuauflagen der Publikation von Franz Buchenau über die Flora von Bremen und Oldenburg.
Kollmann wurde Mitglied der Naturschutzstelle Bremen und des Naturschutzbeirates Bremen und Osterholz-Scharmbeck. Außerdem war er als Landschaftspfleger im Bereich Ortsamt Oberneuland tätig. Er trat als Gründungsmitglied der von 1932 bis 1941 bestehenden Focke-Gesellschaft bei, einer Vereinigung von Bremer Naturwissenschaftlern zu Ehren des Bremer Botanikers Wilhelm Olbers Focke. Kollmann wurde der Schriftführer dieser Vereinigung und sorgte nach Auflösung der Gesellschaft für den dauerhaften Erhalt der Protokollbände. Er war außerdem Mitglied des Naturwissenschaftlichen Vereins zu Bremen, in dem er die Leitung der Botanischen Arbeitsgemeinschaft übernahm und seit den 1950er Jahren und u. a. maßgeblich an der Organisation von Exkursionen beteiligt war. Die Unterschutzstellung des Bredenberges geht u. a. auf ihn zurück.
In freundschaftlichem Gedankenaustausch stand er u. a. mit dem Biologen Gisbert Große-Brauckmann und dem Naturschutz-Aktivisten Hermann Cordes, der 1984 den Nachruf auf ihn verfasste. Gemeinsam mit Cordes hatte er 1959 noch das Vorhandensein mehrerer Exemplare der Carex limosa (Schlamm-Segge) dokumentiert, einer Pflanze, die mittlerweile in Deutschland als ausgestorben gilt.

## Schriften (Auswahl)
- (mit H. H. Pfeiffer): In memoriam Dr. Bruno Schütt. In: Abhandlungen, herausgegeben vom Naturwissenschaftlichen Verein zu Bremen, Bd. 37, Ausgabe 2, 1967, S. 197–202.
- Das Naturschutzgebiet Reithbruck am Bredenberg im Kreis Osterholz. BNG-Informationen, Heft 2, Bremen 1975.
- Das Naturschutzgebiet Reithbruck am Bredenberg im Kreis Osterholz. BNG-Informationen, Heft 3, Bremen 1976.
- Die Truper Blänken. Eine verschwundene Urlandschaft. BNG-Informationen. Bremen 1982, S. 13–34.
- (mit anderen Autoren): Naturschutz in Bremen. BUND Landesverband Bremen, Bremen o. J. [1985].